# Nieletni/pełnoletni
Nieletni/pełnoletni (ang. 21 & Over) – amerykańska komedia z 2013 roku oparty na scenariuszu i reżyserii Jona Lucasa i Scotta Moore'a. Wyprodukowany przez Relativity Media.
Premiera filmu w Stanach Zjednoczonych miała miejsce 1 marca 2013 roku. W Polsce premiera filmu odbyła się 8 marca 2013 roku.

## Opis fabuły
Wzorowy uczeń Jeff Chang (Justin Chon) chce iść na medycynę. Dzień przed rozmową na uczelni wypadają jego 21. urodziny. Kumple proponują mu wyjście do miasta na drinka. Niespodziewanie impreza wymyka się spod kontroli. Przyjaciół czeka długa i mocno zakrapiana alkoholem noc.

## Obsada
- Justin Chon jako Jeff Chang[4]
- Skylar Astin jako Casey
- Miles Teller jako Miller
- Sarah Wright jako Nicole
- Francois Chau jako doktor Chang
- Jonathan Keltz jako Randy
- Daniel Booko jako Julian
- Samantha Futerman jako Sally Huang
- Dustin Ybarra jako PJ Bril
- Christiann Castellanos jako Pledge Gomez